# Irbil (muhafaza)

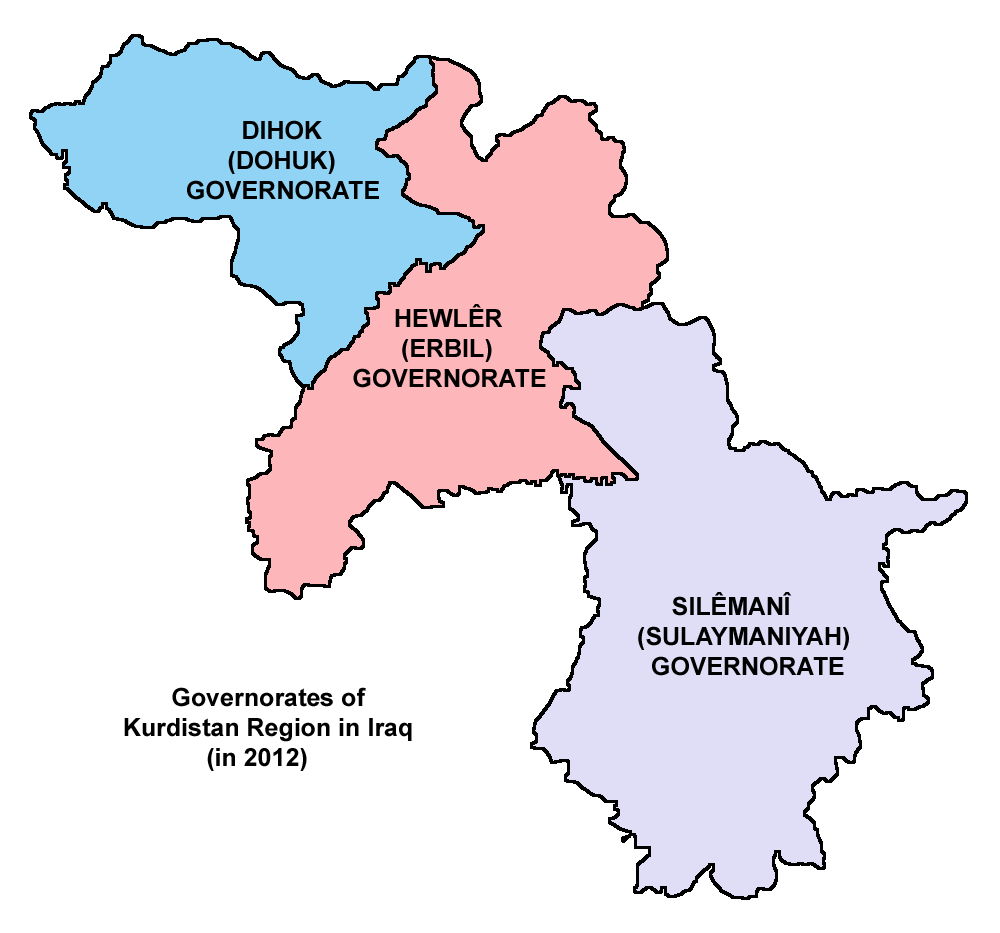

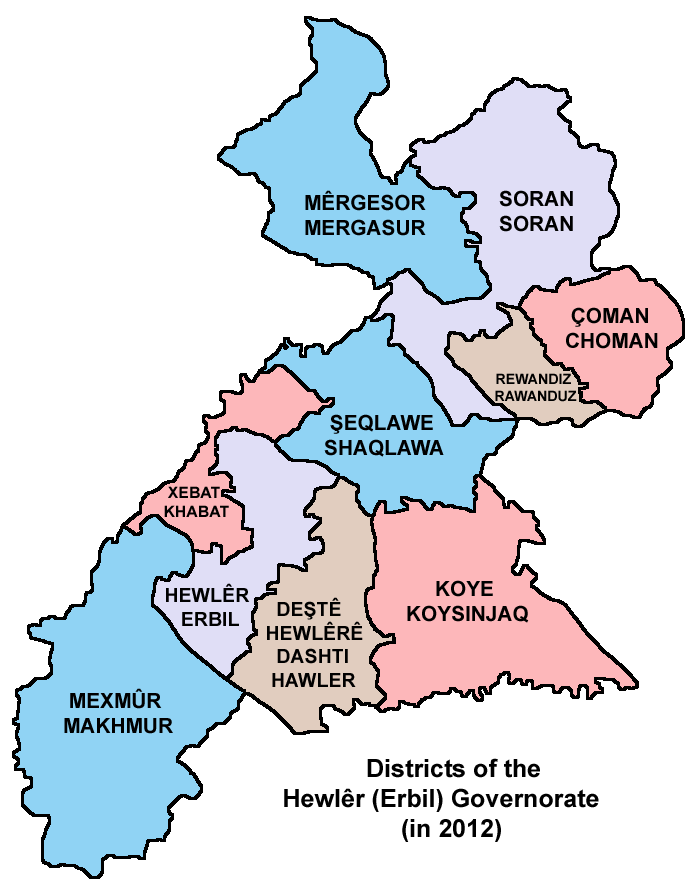

Irbil (arab. أربيل, kurd. Hewlêr) – jedna z 18 prowincji Iraku. Znajduje się w północnej części kraju, stanowi część Kurdyjskiego Okręgu Autonomicznego. Stolicą prowincji, jak i również całego Okręgu Autonomicznego, jest miasto Irbil.
Miasta prowincji
- Chalifan, Kuj Sandżak